# Mistrzowie wielkoszlemowych turniejów w grze mieszanej
Lista mistrzów turniejów wielkoszlemowych w grze mieszanej.
Wielu zawodnikom udało się wygrać Karierowego Wielkiego Szlema, ale tylko jeden zespół wygrał Kalendarzowego Wielkiego Szlema. Uczynili to w 1963 roku Margaret Smith Court i Ken Fletcher. Margaret Smith Court i Owen Davidson także wygrali wszystkie cztery turnieje w jednym roku, ale dokonali tego z różnymi partnerami.

## Mistrzowie rok po roku
| Rok  | Australian Open | French Open                                           | Wimbledon                                          | US Open                                               |
| ---- | --- | ----------------------------------------------------- | -------------------------------------------------- | ----------------------------------------------------- |
| 1887 | rozpoczął się w 1922 | rozpoczął się w 1925                                  | rozpoczął się w 1913                               | V. Stokes (1/2) J.S. Clark (1/3)                      |
| 1888 | turniej nie był rozgrywany | turniej nie był rozgrywany                            | turniej nie był rozgrywany                         | V. Stokes (2/2) J.S. Clark (2/3)                      |
| 1889 | turniej nie był rozgrywany | turniej nie był rozgrywany                            | turniej nie był rozgrywany                         | Marian Wright J.S. Clark (3/3)                        |
| 1890 | turniej nie był rozgrywany | turniej nie był rozgrywany                            | turniej nie był rozgrywany                         | Mabel Cahill (1/3) Rodmond Beach                      |
| 1891 | turniej nie był rozgrywany | turniej nie był rozgrywany                            | turniej nie był rozgrywany                         | Mabel Cahill (2/3) M.R. Wright                        |
| 1892 | turniej nie był rozgrywany | turniej nie był rozgrywany                            | turniej nie był rozgrywany                         | Mabel Cahill (3/3) Clarence Hobart (1/3)              |
| 1893 | turniej nie był rozgrywany | turniej nie był rozgrywany                            | turniej nie był rozgrywany                         | Ellen Roosevelt Clarence Hobart (2/3)                 |
| 1894 | turniej nie był rozgrywany | turniej nie był rozgrywany                            | turniej nie był rozgrywany                         | Juliette Atkinson (1/3) Edwin Fischer (1/4)           |
| 1895 | turniej nie był rozgrywany | turniej nie był rozgrywany                            | turniej nie był rozgrywany                         | Juliette Atkinson (2/3) Edwin Fischer (2/4)           |
| 1896 | turniej nie był rozgrywany | turniej nie był rozgrywany                            | turniej nie był rozgrywany                         | Juliette Atkinson (3/3) Edwin Fischer (3/4)           |
| 1897 | turniej nie był rozgrywany | turniej nie był rozgrywany                            | turniej nie był rozgrywany                         | Laura Henson D.L. Magruder                            |
| 1898 | turniej nie był rozgrywany | turniej nie był rozgrywany                            | turniej nie był rozgrywany                         | Carrie Neely Edwin Fischer (4/4)                      |
| 1899 | turniej nie był rozgrywany | turniej nie był rozgrywany                            | turniej nie był rozgrywany                         | Elizabeth Rastall Albert Hoskins                      |
| 1900 | turniej nie był rozgrywany | turniej nie był rozgrywany                            | turniej nie był rozgrywany                         | Margaret Hunnewell Alfred Codman                      |
| 1901 | turniej nie był rozgrywany | turniej nie był rozgrywany                            | turniej nie był rozgrywany                         | Marion Jones Farquhar Raymond Little                  |
| 1902 | turniej nie był rozgrywany | turniej nie był rozgrywany                            | turniej nie był rozgrywany                         | Elisabeth Moore (1/2) Wylie Grant (1/2)               |
| 1903 | turniej nie był rozgrywany | turniej nie był rozgrywany                            | turniej nie był rozgrywany                         | Helen Chapman Harry Allen                             |
| 1904 | turniej nie był rozgrywany | turniej nie był rozgrywany                            | turniej nie był rozgrywany                         | Elisabeth Moore (2/2) Wylie Grant (2/2)               |
| 1905 | turniej nie był rozgrywany | turniej nie był rozgrywany                            | turniej nie był rozgrywany                         | Augusta Schultz Hobart Clarence Hobart (3/3)          |
| 1906 | turniej nie był rozgrywany | turniej nie był rozgrywany                            | turniej nie był rozgrywany                         | Sarah Coffin Edward Dewhurst                          |
| 1907 | turniej nie był rozgrywany | turniej nie był rozgrywany                            | turniej nie był rozgrywany                         | May Sayres Wallace Johnson (1/3)                      |
| 1908 | turniej nie był rozgrywany | turniej nie był rozgrywany                            | turniej nie był rozgrywany                         | Edith Rotch Nathaniel Niles                           |
| 1909 | turniej nie był rozgrywany | turniej nie był rozgrywany                            | turniej nie był rozgrywany                         | Hazel Hotchkiss Wightman (1/6) Wallace Johnson (2/3)  |
| 1910 | turniej nie był rozgrywany | turniej nie był rozgrywany                            | turniej nie był rozgrywany                         | Hazel Hotchkiss Wightman (2/6) Joseph Carpenter Jr.   |
| 1911 | turniej nie był rozgrywany | turniej nie był rozgrywany                            | turniej nie był rozgrywany                         | Hazel Hotchkiss Wightman (3/6) Wallace Johnson (3/3)  |
| 1912 | turniej nie był rozgrywany | turniej nie był rozgrywany                            | turniej nie był rozgrywany                         | Mary Kendall Browne (1/4) Richard N. Williams         |
| 1913 | turniej nie był rozgrywany | turniej nie był rozgrywany                            | Agnes Tuckey Hope Crisp                            | Mary Kendall Browne (2/4) William Tilden (1/5)        |
| 1914 | turniej nie był rozgrywany | turniej nie był rozgrywany                            | Ethel Thomson Larcombe James Parke                 | Mary Kendall Browne (3/4) William Tilden (2/5)        |
| 1915 | turniej nie był rozgrywany | turniej nie był rozgrywany                            | turniej nie był rozgrywany                         | Hazel Hotchkiss Wightman (4/6) Harry Johnson          |
| 1916 | turniej nie był rozgrywany | turniej nie był rozgrywany                            | turniej nie był rozgrywany                         | Eleonora Sears Willis Davis                           |
| 1917 | turniej nie był rozgrywany | turniej nie był rozgrywany                            | turniej nie był rozgrywany                         | Molla Bjurstedt Mallory (1/3) Irving Wright (1/2)     |
| 1918 | turniej nie był rozgrywany | turniej nie był rozgrywany                            | turniej nie był rozgrywany                         | Hazel Hotchkiss Wightman (5/6) Irving Wright (2/2)    |
| 1919 | turniej nie był rozgrywany | turniej nie był rozgrywany                            | Elizabeth Ryan (1/9) Randolph Lycett (1/3)         | Marion Zinderstein Vincent Richards (1/2)             |
| 1920 | turniej nie był rozgrywany | turniej nie był rozgrywany                            | Suzanne Lenglen (1/5) Gerald Patterson             | Hazel Hotchkiss Wightman (6/6) Wallace Johnson        |
| 1921 | turniej nie był rozgrywany | turniej nie był rozgrywany                            | Elizabeth Ryan (2/9) Randolph Lycett (2/3)         | Mary Kendall Browne (4/4) Bill Johnston               |
| 1922 | Esna Boyd Robertson (1/3) John Hawkes (1/5) | turniej nie był rozgrywany                            | Suzanne Lenglen (2/5) Pat O’Hara Wood              | Molla Bjurstedt Mallory (2/3) William Tilden (3/5)    |
| 1923 | Sylvia Lance Harper Horace Rice | turniej nie był rozgrywany                            | Elizabeth Ryan (3/9) Randolph Lycett (3/3)         | Molla Bjurstedt Mallory (3/3) William Tilden (4/5)    |
| 1924 | Daphne Akhurst Cozens (1/4) Jim Willard (1/2) | turniej nie był rozgrywany                            | Kathleen McKane Godfree (1/3) John Gilbert         | Helen Wills Moody (1/3) Vincent Richards (2/2)        |
| 1925 | Daphne Akhurst Cozens (2/4) Jim Willard (2/2) | Suzanne Lenglen (3/5) Jacques Brugnon (1/2)           | Suzanne Lenglen (4/5) Jean Borotra (1/5)           | Kathleen McKane Godfree (2/3) John Hawkes (2/5)       |
| 1926 | Esna Boyd Robertson (2/3) John Hawkes (3/5) | Suzanne Lenglen (5/5) Jacques Brugnon (2/2)           | Kathleen McKane Godfree (3/3) Leslie Godfree       | Elizabeth Ryan (4/9) Jean Borotra (2/5)               |
| 1927 | Esna Boyd Robertson (3/3) John Hawkes (4/5) | M. Bordes Jean Borotra (3/5)                          | Elizabeth Ryan (5/9) Frank Hunter (1/2)            | Eileen Bennett Whittingstall (1/3) Henri Cochet (1/3) |
| 1928 | Daphne Akhurst Cozens (3/4) Jean Borotra (4/5) | Eileen Bennett Whittingstall (2/3) Henri Cochet (2/3) | Elizabeth Ryan (6/9) Patrick Spence (1/2)          | Helen Wills Moody (2/3) John Hawkes (5/5)             |
| 1929 | Daphne Akhurst Cozens (4/4) Edgar Moon (1/2) | Eileen Bennett Whittingstall (3/3) Henri Cochet (3/3) | Helen Wills Moody (3/3) Frank Hunter (2/2)         | Betty Nuthall Shoemaker (1/4) George Lott (1/4)       |
| 1930 | Nell Hall Hopman (1/4) Harry Hopman (1/5) | Cilly Aussem William Tilden (5/5)                     | Elizabeth Ryan (7/9) Jack Crawford (1/5)           | Edith Cross Wilmer Allison                            |
| 1931 | Marjorie Cox Crawford (1/3) Jack Crawford (2/5) | Betty Nuthall Shoemaker (2/4) Patrick Spence (2/2)    | Anna McCune Harper George Lott (2/4)               | Betty Nuthall Shoemaker (3/4) George Lott (3/4)       |
| 1932 | Marjorie Cox Crawford (2/3) Jack Crawford (3/5) | Betty Nuthall Shoemaker (4/4) Fred Perry (1/4)        | Elizabeth Ryan (8/9) Enrique Maier (1/2)           | Sarah Palfrey (1/5) Fred Perry (2/4)                  |
| 1933 | Marjorie Cox Crawford (3/3) Jack Crawford (4/5) | Margaret Scriven Vivian Jack Crawford (5/5)           | Hilde Krahwinkel Sperling Gottfried von Cramm      | Elizabeth Ryan (9/9) Ellsworth Vines                  |
| 1934 | Joan Hartigan Bathurst Edgar Moon (2/2) | Colette Rosambert Jean Borotra (5/5)                  | Dorothy Round Little (1/3) Ryuki Miki              | Helen Jacobs George Lott (4/4)                        |
| 1935 | Louie Bickerton Christian Boussus | Lolette Payot Marcel Bernard (1/2)                    | Dorothy Round Little (2/3) Fred Perry (3/4)        | Sarah Palfrey Cooke (2/5) Enrique Maier (2/2)         |
| 1936 | Nell Hall Hopman (2/4) Harry Hopman (2/5) | Adeline Yorke Marcel Bernard (2/2)                    | Dorothy Round Little (3/3) Fred Perry (4/4)        | Alice Marble (1/7) Gene Mako                          |
| 1937 | Nell Hall Hopman (3/4) Harry Hopman (3/5) | Simonne Mathieu (1/2) Yvon Petra                      | Alice Marble (2/7) Don Budge (1/4)                 | Sarah Palfrey Cooke (3/5) Don Budge (2/4)             |
| 1938 | Muff Wilson John Bromwich (1/4) | Simonne Mathieu (2/2) Dragutin Mitić                  | Alice Marble (3/7) Don Budge (3/4)                 | Alice Marble (4/7) Don Budge (4/4)                    |
| 1939 | Nell Hall Hopman (4/4) Harry Hopman (4/5) | Sarah Palfrey Cooke (4/5) Elwood Cooke                | Alice Marble (5/7) Bobby Riggs (1/2)               | Alice Marble (6/7) Harry Hopman (5/5)                 |
| 1940 | Nancye Wynne Bolton (1/4) Colin Long (1/4) | turniej nie był rozgrywany                            | turniej nie był rozgrywany                         | Alice Marble (7/7) Bobby Riggs (2/2)                  |
| 1941 | turniej nie był rozgrywany | turniej nie był rozgrywany                            | turniej nie był rozgrywany                         | Sarah Palfrey Cooke (5/5) Jack Kramer                 |
| 1942 | turniej nie był rozgrywany | turniej nie był rozgrywany                            | turniej nie był rozgrywany                         | Louise Brough Clapp (1/8) Ted Schroeder               |
| 1943 | turniej nie był rozgrywany | turniej nie był rozgrywany                            | turniej nie był rozgrywany                         | Margaret Osborne DuPont (1/10) William Talbert (1/4)  |
| 1944 | turniej nie był rozgrywany | turniej nie był rozgrywany                            | turniej nie był rozgrywany                         | Margaret Osborne DuPont (2/10) William Talbert (2/4)  |
| 1945 | turniej nie był rozgrywany | turniej nie był rozgrywany                            | turniej nie był rozgrywany                         | Margaret Osborne DuPont (3/10) William Talbert (3/4)  |
| 1946 | Nancye Wynne Bolton (2/4) Colin Long (2/4) | Pauline Betz Addie Budge Patty                        | Louise Brough Clapp (2/8) Thomas Brown (1/2)       | Margaret Osborne DuPont (4/10) William Talbert (4/4)  |
| 1947 | Nancye Wynne Bolton (3/4) Colin Long (3/4) | Sheila Summers (1/3) Eric Sturgess (1/5)              | Louise Brough Clapp (3/8) John Bromwich (2/4)      | Louise Brough Clapp (4/8) John Bromwich (3/4)         |
| 1948 | Nancye Wynne Bolton (4/4) Colin Long (4/4) | Patricia Canning Todd Jaroslav Drobný                 | Louise Brough Clapp (5/8) John Bromwich (4/4)      | Louise Brough Clapp (6/8) Thomas Brown (2/2)          |
| 1949 | Doris Hart (1/15) Frank Sedgman (1/8) | Sheila Summers (2/3) Eric Sturgess (2/5)              | Sheila Summers (3/3) Eric Sturgess (3/5)           | Louise Brough Clapp (7/8) Eric Sturgess (4/5)         |
| 1950 | Doris Hart (2/15) Frank Sedgman (2/8) | Barbara Scofield Enrique Morea                        | Louise Brough Clapp (8/8) Eric Sturgess (5/5)      | Margaret Osborne DuPont (5/10) Ken McGregor           |
| 1951 | Thelma Coyne Long (1/5) George Worthington (1/3) | Doris Hart (3/15) Frank Sedgman (3/8)                 | Doris Hart (4/15) Frank Sedgman (4/8)              | Doris Hart (5/15) Frank Sedgman (5/8)                 |
| 1952 | Thelma Coyne Long (2/5) George Worthington (2/3) | Doris Hart (6/15) Frank Sedgman (6/8)                 | Doris Hart (7/15) Frank Sedgman (7/8)              | Doris Hart (8/15) Frank Sedgman (8/8)                 |
| 1953 | Julie Sampson Haywood Rex Hartwig (1/2) | Doris Hart (9/15) Vic Seixas (1/8)                    | Doris Hart (10/15) Vic Seixas (2/8)                | Doris Hart (11/15) Vic Seixas (3/8)                   |
| 1954 | Thelma Coyne Long (3/5) Rex Hartwig (2/2) | Maureen Connolly Brinker Lew Hoad                     | Doris Hart (12/15) Vic Seixas (4/8)                | Doris Hart (13/15) Vic Seixas (5/8)                   |
| 1955 | Thelma Coyne Long (4/5) George Worthington (3/3) | Darlene Hard (1/5) Gordon Forbes                      | Doris Hart (14/15) Vic Seixas (6/8)                | Doris Hart (15/15) Vic Seixas (7/8)                   |
| 1956 | Beryl Penrose Collier Neale Fraser (1/5) | Thelma Coyne Long (5/5) Luis Ayala                    | Shirley Fry Irvin Vic Seixas (8/8)                 | Margaret Osborne DuPont (6/10) Ken Rosewall           |
| 1957 | Fay Muller Mal Anderson | Věra Puzejova Suková Jiří Javorský                    | Darlene Hard (2/5) Mervyn Rose                     | Althea Gibson Kurt Nielsen                            |
| 1958 | Mary Bevis Hawton Robert Howe (1/4) | Shirley Bloomer Brasher Nicola Pietrangeli            | Lorraine Coghlan Robinson Robert Howe (2/4)        | Margaret Osborne DuPont (7/10) Neale Fraser (2/5)     |
| 1959 | Sandra Reynolds Price Bob Mark | Yola Ramírez Ochoa Billy Knight                       | Darlene Hard (3/5) Rod Laver (1/3)                 | Margaret Osborne DuPont (8/10) Neale Fraser (3/5)     |
| 1960 | Jan Lehane (1/2) Trevor Fancutt | Maria Bueno Robert Howe (3/4)                         | Darlene Hard (4/5) Rod Laver (2/3)                 | Margaret Osborne DuPont (9/10) Neale Fraser (4/5)     |
| 1961 | Jan Lehane (2/2) Bob Hewitt (1/6) | Darlene Hard (5/5) Rod Laver (3/3)                    | Lesley Turner Bowrey (1/4) Fred Stolle (1/7)       | Margaret Smith Court (1/21) Robert Mark               |
| 1962 | Lesley Turner Bowrey (2/4) Fred Stolle (2/7) | Renee Schuurman Haygarth Robert Howe (4/4)            | Margaret Osborne DuPont (10/10) Neale Fraser (5/5) | Margaret Smith Court (2/21) Fred Stolle (3/7)         |
| 1963 | Margaret Smith Court (3/21) Ken Fletcher (1/10) | Margaret Smith Court (4/21) Ken Fletcher (2/10)       | Margaret Smith Court (5/21) Ken Fletcher (3/10)    | Margaret Smith Court (6/21) Ken Fletcher (4/10)       |
| 1964 | Margaret Smith Court (7/21) Ken Fletcher (5/10) | Margaret Smith Court (8/21) Ken Fletcher (6/10)       | Lesley Turner Bowrey (3/4) Fred Stolle (4/7)       | Margaret Smith Court (9/21) John Newcombe (1/2)       |
| 1965 | mecz finałowy nie został rozegrany z powodu opadów deszczu Margaret Smith Court (10/21) John Newcombe (2/2) wspólnie z Robyn Ebbern Owen Davidson (1/11)        | Margaret Smith Court (11/21) Ken Fletcher (7/10)      | Margaret Smith Court (12/21) Ken Fletcher (8/10)   | Margaret Smith Court (13/21) Fred Stolle (5/7)        |
| 1966 | Judy Tegart Dalton Tony Roche (1/2) | Annette Van Zyl Frew McMillan (1/5)                   | Margaret Smith Court (14/21) Ken Fletcher (9/10)   | Donna Floyd Fales Owen Davidson (2/11)                |
| 1967 | Lesley Turner Bowrey (4/4) Owen Davidson (3/11) | Billie Jean King (1/11) Owen Davidson (4/11)          | Billie Jean King (2/11) Owen Davidson (5/11)       | Billie Jean King (3/11) Owen Davidson (6/11)          |
| 1968 | Billie Jean King (4/11) Dick Crealy | Początek Ery Open                                     | Początek Ery Open                                  | Początek Ery Open                                     |
| 1968 | | Françoise Durr (1/4) Jean-Claude Barclay (1/3)        | Margaret Smith Court (15/21) Ken Fletcher (10/10)  | Mary-Ann Eisel Peter Curtis                           |
| 1969 | mecz finałowy nie został rozegrany z powodu opadów deszczu Margaret Smith Court (16/21) Marty Riessen (1/7) wspólnie z Ann Haydon-Jones (1/2) Fred Stolle (6/7) | Margaret Smith Court (17/21) Marty Riessen (2/7)      | Ann Haydon-Jones (2/2) Fred Stolle (7/7)           | Margaret Smith Court (18/21) Marty Riessen (3/7)      |
| 1970 | turniej nie był rozgrywany | Billie Jean King (5/11) Bob Hewitt (2/6)              | Rosemary Casals (1/3) Ilie Năstase (1/2)           | Margaret Smith Court (19/21) Marty Riessen (4/7)      |
| 1971 | turniej nie był rozgrywany | Françoise Durr (2/4) Jean-Claude Barclay (2/3)        | Billie Jean King (6/11) Owen Davidson (7/11)       | Billie Jean King (7/11) Owen Davidson (8/11)          |
| 1972 | turniej nie był rozgrywany | Evonne Goolagong Cawley Kim Warwick (1/2)             | Rosemary Casals (2/3) Ilie Năstase (2/2)           | Margaret Smith Court (20/21) Marty Riessen (5/7)      |
| 1973 | turniej nie był rozgrywany | Françoise Durr (3/4) Jean-Claude Barclay (3/3)        | Billie Jean King (8/11) Owen Davidson (9/11)       | Billie Jean King (9/11) Owen Davidson (10/11)         |
| 1974 | turniej nie był rozgrywany | Martina Navrátilová (1/10) Iván Molina                | Billie Jean King (10/11) Owen Davidson (11/11)     | Pam Teeguarden Geoff Masters                          |
| 1975 | turniej nie był rozgrywany | Fiorella Bonicelli Tomas Koch                         | Margaret Smith Court (21/21) Marty Riessen (6/7)   | Rosemary Casals (3/3) Dick Stockton (1/2)             |
| 1976 | turniej nie był rozgrywany | Ilana Kloss Kim Warwick (2/2)                         | Françoise Durr (4/4) Tony Roche (2/2)              | Billie Jean King (11/11) Phil Dent                    |
| 1977 | turniej nie był rozgrywany | Mary Carillo John McEnroe                             | Greer Stevens (1/3) Bob Hewitt (3/6)               | Betty Stöve (1/4) Frew McMillan (2/5)                 |
| 1978 | turniej nie był rozgrywany | Renata Tomanová Pavel Složil                          | Betty Stöve (2/4) Frew McMillan (3/5)              | Betty Stöve (3/4) Frew McMillan (4/5)                 |
| 1979 | turniej nie był rozgrywany | Wendy Turnbull (1/5) Bob Hewitt (4/6)                 | Greer Stevens (2/3) Bob Hewitt (5/6)               | Greer Stevens (3/3) Bob Hewitt (6/6)                  |
| 1980 | turniej nie był rozgrywany | Anne Smith (1/5) Billy Martin                         | Tracy Austin John Austin                           | Wendy Turnbull (2/5) Marty Riessen (7/7)              |
| 1981 | turniej nie był rozgrywany | Andrea Jaeger Jimmy Arias                             | Betty Stöve (4/4) Frew McMillan (5/5)              | Anne Smith (2/5) Kevin Curren (1/3)                   |
| 1982 | turniej nie był rozgrywany | Wendy Turnbull (3/5) John Lloyd (1/3)                 | Anne Smith (3/5) Kevin Curren (3/3)                | Anne Smith (4/5) Kevin Curren (2/3)                   |
| 1983 | turniej nie był rozgrywany | Barbara Jordan Eliot Teltscher                        | Wendy Turnbull (4/5) John Lloyd (2/3)              | Elizabeth Sayers John Fitzgerald (1/2)                |
| 1984 | turniej nie był rozgrywany | Anne Smith (5/5) Dick Stockton (2/2)                  | Wendy Turnbull (5/5) John Lloyd (3/3)              | Manuela Maleewa Tim Gullikson                         |
| 1985 | turniej nie był rozgrywany | Martina Navrátilová (2/10) Heinz Günthardt (1/2)      | Martina Navrátilová (3/10) Paul McNamee            | Martina Navrátilová (4/10) Heinz Günthardt (2/2)      |
| 1986 | turniej nie był rozgrywany | Kathy Jordan (1/2) Ken Flach (1/2)                    | Kathy Jordan (2/2) Ken Flach (2/2)                 | Raffaella Reggi Sergio Casal                          |
| 1987 | Zina Garrison (1/3) Sherwood Stewart (1/2) | Pam Shriver Emilio Sánchez (1/2)                      | Jo Durie (1/2) Jeremy Bates (1/2)                  | Martina Navrátilová (5/10) Emilio Sánchez (2/2)       |
| 1988 | Jana Novotná (1/4) Jim Pugh (1/5) | Lori McNeil Jorge Lozano (1/2)                        | Zina Garrison (2/3) Sherwood Stewart (2/2)         | Jana Novotná (2/4) Jim Pugh (2/5)                     |
| 1989 | Jana Novotná (3/4) Jim Pugh (3/5) | Manon Bollegraf (1/4) Tom Nijssen (1/2)               | Jana Novotná (4/4) Jim Pugh (4/5)                  | Robin White Shelby Cannon                             |
| 1990 | Natalla Zwierawa (1/2) Jim Pugh (5/5) | Arantxa Sánchez Vicario (1/4) Jorge Lozano (2/2)      | Zina Garrison (3/3) Rick Leach (1/4)               | Elizabeth Smylie (1/2) Todd Woodbridge (1/7)          |
| 1991 | Jo Durie (2/2) Jeremy Bates (2/2) | Helena Suková (1/5) Cyril Suk (1/4)                   | Elizabeth Smylie (2/2) John Fitzgerald (2/2)       | Manon Bollegraf (2/4) Tom Nijssen (2/2)               |
| 1992 | Nicole Provis (1/2) Mark Woodforde (1/4) | Arantxa Sánchez Vicario (2/4) Todd Woodbridge (2/7)   | Łarysa Neiland (1/4) Cyril Suk (2/4)               | Nicole Provis (2/2) Mark Woodforde (2/4)              |
| 1993 | Arantxa Sánchez Vicario (3/4) Todd Woodbridge (3/7) | Jewgienija Maniokowa Andriej Olchowski (1/2)          | Martina Navrátilová (6/10) Mark Woodforde (3/4)    | Helena Suková (2/5) Todd Woodbridge (4/7)             |
| 1994 | Łarysa Neiland (2/4) Andriej Olchowski (2/2) | Kristie Boogert Menno Oosting                         | Helena Suková (3/5) Todd Woodbridge (5/7)          | Elna Reinach Patrick Galbraith (1/2)                  |
| 1995 | Natalla Zwierawa (2/2) Rick Leach (2/4) | Łarysa Neiland (3/4) Todd Woodbridge (6/7)            | Martina Navrátilová (7/10) Jonathan Stark          | Meredith McGrath Matt Lucena                          |
| 1996 | Łarysa Neiland (4/4) Mark Woodforde (4/4) | Patricia Tarabini Javier Frana                        | Helena Suková (4/5) Cyril Suk (3/4)                | Lisa Raymond (1/5) Patrick Galbraith (2/2)            |
| 1997 | Manon Bollegraf (3/4) Rick Leach (3/4) | Rika Hiraki Mahesh Bhupathi (1/8)                     | Helena Suková (5/5) Cyril Suk (4/4)                | Manon Bollegraf (4/4) Rick Leach (4/4)                |
| 1998 | Venus Williams (1/2) Justin Gimelstob (1/2) | Venus Williams (2/2) Justin Gimelstob (2/2)           | Serena Williams (1/2) Maks Mirny (1/4)             | Serena Williams (2/2) Maks Mirny (2/4)                |
| 1999 | Mariaan de Swardt (1/2) David Adams (1/2) | Katarina Srebotnik (1/5) Piet Norval                  | Lisa Raymond (2/5) Leander Paes (1/10)             | Ai Sugiyama Mahesh Bhupathi (2/8)                     |
| 2000 | Rennae Stubbs (1/2) Jared Palmer (1/2) | Mariaan de Swardt (2/2) David Adams (2/2)             | Kimberly Po-Messerli Donald Johnson                | Arantxa Sánchez Vicario (4/4) Jared Palmer (2/2)      |
| 2001 | Corina Morariu Ellis Ferreira | Virginia Ruano Pascual Tomás Carbonell                | Daniela Hantuchová (1/4) Leoš Friedl               | Rennae Stubbs (2/2) Todd Woodbridge (7/7)             |
| 2002 | Daniela Hantuchová (2/4) Kevin Ullyett | Cara Black (1/5) Wayne Black (1/2)                    | Jelena Lichowcewa (1/2) Mahesh Bhupathi (3/8)      | Lisa Raymond (3/5) Mike Bryan (1/4)                   |
| 2003 | Martina Navrátilová (8/10) Leander Paes (2/10) | Lisa Raymond (4/5) Mike Bryan (2/4)                   | Martina Navrátilová (9/10) Leander Paes (3/10)     | Katarina Srebotnik (2/5) Bob Bryan (1/7)              |
| 2004 | Jelena Bowina Nenad Zimonjić (1/5) | Tatiana Golovin Richard Gasquet                       | Cara Black (2/5) Wayne Black (2/2)                 | Wiera Zwonariowa (1/2) Bob Bryan (2/7)                |
| 2005 | Samantha Stosur (1/3) Scott Draper | Daniela Hantuchová (3/4) Fabrice Santoro              | Mary Pierce Mahesh Bhupathi (4/8)                  | Daniela Hantuchová (4/4) Mahesh Bhupathi (5/8)        |
| 2006 | Martina Hingis (1/7) Mahesh Bhupathi (6/8) | Katarina Srebotnik (3/5) Nenad Zimonjić (2/5)         | Wiera Zwonariowa (2/2) Andy Ram (1/2)              | Martina Navrátilová (10/10) Bob Bryan (3/7)           |
| 2007 | Jelena Lichowcewa (2/2) Daniel Nestor (1/4) | Nathalie Dechy Andy Ram (2/2)                         | Jelena Janković Jamie Murray (1/5)                 | Wiktoryja Azaranka (1/2) Maks Mirny (3/4)             |
| 2008 | Sun Tiantian Nenad Zimonjić (3/5) | Wiktoryja Azaranka (2/2) Bob Bryan (4/7)              | Samantha Stosur (2/3) Bob Bryan (5/7)              | Cara Black (3/5) Leander Paes (4/10)                  |
| 2009 | Sania Mirza (1/3) Mahesh Bhupathi (7/8) | Liezel Huber (1/2) Bob Bryan (6/7)                    | Anna-Lena Grönefeld (1/2) Mark Knowles             | Carly Gullickson Travis Parrott                       |
| 2010 | Cara Black (4/5) Leander Paes (5/10) | Katarina Srebotnik (4/5) Nenad Zimonjić (4/5)         | Cara Black (5/5) Leander Paes (6/10)               | Liezel Huber (2/2) Bob Bryan (7/7)                    |
| 2011 | Katarina Srebotnik (5/5) Daniel Nestor (2/4) | Casey Dellacqua Scott Lipsky                          | Iveta Benešová Jürgen Melzer                       | Melanie Oudin Jack Sock                               |
| 2012 | Bethanie Mattek-Sands (1/4) Horia Tecău | Sania Mirza (2/3) Mahesh Bhupathi (8/8)               | Lisa Raymond (5/5) Mike Bryan (3/4)                | Jekatierina Makarowa Bruno Soares (1/3)               |
| 2013 | Jarmila Gajdošová Matthew Ebden | Lucie Hradecká František Čermák                       | Kristina Mladenovic (1/3) Daniel Nestor (3/4)      | Andrea Hlaváčková Maks Mirny (4/4)                    |
| 2014 | Kristina Mladenovic (2/3) Daniel Nestor (4/4) | Anna-Lena Grönefeld (2/2) Jean-Julien Rojer           | Samantha Stosur (3/3) Nenad Zimonjić (5/5)         | Sania Mirza (3/3) Bruno Soares (2/3)                  |
| 2015 | Martina Hingis (2/7) Leander Paes (7/10) | Bethanie Mattek-Sands (2/4) Mike Bryan (4/4)          | Martina Hingis (3/7) Leander Paes (8/10)           | Martina Hingis (4/7) Leander Paes (9/10)              |
| 2016 | Jelena Wiesnina Bruno Soares (3/3) | Martina Hingis (5/7) Leander Paes (10/10)             | Heather Watson Henri Kontinen                      | Laura Siegemund Mate Pavić (1/3)                      |
| 2017 | Abigail Spears Juan Sebastián Cabal | Gabriela Dabrowski (1/2) Rohan Bopanna                | Martina Hingis (6/7) Jamie Murray (2/5)            | Martina Hingis (7/7) Jamie Murray (3/5)               |
| 2018 | Gabriela Dabrowski (2/2) Mate Pavić (2/3) | Latisha Chan (1/3) Ivan Dodig (1/4)                   | Nicole Melichar Alexander Peya                     | Bethanie Mattek-Sands (3/4) Jamie Murray (4/5)        |
| 2019 | Barbora Krejčíková (1/3) Rajeev Ram (1/2) | Latisha Chan (2/3) Ivan Dodig (2/4)                   | Latisha Chan (3/3) Ivan Dodig (3/4)                | Bethanie Mattek-Sands (4/4) Jamie Murray (5/5)        |
| 2020 | Barbora Krejčíková (2/3) Nikola Mektić | turniej nie był rozgrywany                            | turniej nie był rozgrywany                         | turniej nie był rozgrywany                            |
| 2021 | Barbora Krejčíková (3/3) Rajeev Ram (2/2) | Desirae Krawczyk (1/4) Joe Salisbury (1/2)            | Desirae Krawczyk (2/4) Neal Skupski (1/2)          | Desirae Krawczyk (3/4) Joe Salisbury (2/2)            |
| 2022 | Kristina Mladenovic (3/3) Ivan Dodig (4/4) | Ena Shibahara Wesley Koolhof                          | Desirae Krawczyk (4/4) Neal Skupski (2/2)          | Storm Sanders John Peers                              |
| 2023 | Luisa Stefani Rafael Matos | Miyu Katō Tim Pütz                                    | Ludmyła Kiczenok Mate Pavić (3/3)                  | Anna Danilina Harri Heliövaara                        |
| 2024 | Hsieh Su-wei Jan Zieliński | Laura Siegemund Édouard Roger-Vasselin                |                                                    |                                                       |

| Legend                                                                |
| --------------------------------------------------------------------- |
| Wygrane 4 turnieje wielkoszlemowe w jednym roku z tym samym partnerem |
| Wygrane 4 turnieje wielkoszlemowe w jednym roku z różnymi partnerami  |
| Wygrane 3 turnieje wielkoszlemowe w jednym roku                       |

Do 1924 roku mistrzostwa Francji rozgrywano tylko dla zawodników francuskich klubów. Począwszy od 1925 zyskały międzynarodowy charakter, stąd wyniki od tego roku są tu prezentowane.

## Najwięcej tytułów wielkoszlemowych
| Tytuły | Zawodnicy                                                                       |
| ------ | ------------------------------------------------------------------------------- |
| 21     | Margaret Smith Court                                                            |
| 15     | Doris Hart                                                                      |
| 11     | Owen Davidson Billie Jean King                                                  |
| 10     | Margaret Osborne DuPont Ken Fletcher / Martina Navrátilová Leander Paes         |
| 9      | Elizabeth Ryan                                                                  |
| 8      | Louise Brough Clapp Frank Sedgman Vic Seixas Mahesh Bhupathi                    |
| 7      | Alice Marble Fred Stolle Marty Riessen Todd Woodbridge Bob Bryan Martina Hingis |
| 6      | Hazel Hotchkiss Wightman Bob Hewitt                                             |

## Najwięcej tytułów wielkoszlemowych w erze open
| Liczba | Zawodnicy |
| ------ | --- |
| 10     | / Martina Navrátilová Leander Paes |
| 8      | Mahesh Bhupathi |
| 7      | Billie Jean King Margaret Smith Court Marty Riessen Todd Woodbridge Bob Bryan Martina Hingis |
| 5      | Owen Davidson Bob Hewitt Anne Smith Wendy Turnbull Jim Pugh Helena Suková Cara Black Katarina Srebotnik Lisa Raymond / Nenad Zimonjić Jamie Murray                                                                                                   |
| 4      | Frew McMillan Betty Stöve Jana Novotná Łarysa Sawczenko-Neiland Cyril Suk Manon Bollegraf Rick Leach Mark Woodforde Arantxa Sánchez Vicario Daniela Hantuchová Maks Mirny Daniel Nestor Mike Bryan Bethanie Mattek-Sands Ivan Dodig Desirae Krawczyk |

## Najwięcej tytułów wielkoszlemowych na zespół w erze open
| Liczba | Zawodnicy |
| ------ | --- |
| 6      | Margaret Smith Court & Marty Riessen |
| 5      | Billie Jean King & Owen Davidson |
| 4      | Betty Stöve & Frew McMillan Jana Novotná & Jim Pugh Martina Hingis & Leander Paes |
| 3      | Françoise Durr & Jean-Claude Barclay Greer Stevens & Bob Hewitt Anne Smith & Kevin Curren Wendy Turnbull & John Lloyd Helena Suková & Cyril Suk Lisa Raymond & Mike Bryan Cara Black & Leander Paes Latisha Chan & Ivan Dodig |